# Сланкамен
Сланкамен (на сръбски: Сланкамен; на латински: Acumincum; на унгарски: Szalánkemén) е името на 2 съседни села в Сремски окръг, Войводина, Сърбия: Стари Сланкамен и Нови Сланкамен, с общо население от 4125 души (2002).
Околностите на Сланкамен са подходящи за излети и пикник, като редом с това мястото е известен спа-курорт, в който посетителите могат да се наслаждават на вкусни рибни ястия, вино и красиви плажове по Дунава. Разположени са на десния бряг на реката на км 1215,5 от влива ѝ в Черно море.
Името Слан Камен се е получило от топлите, солени бани (Сланкаменско купатило), т.е. буквално топли солни бани.

## История
Селищата се намират в подножието на Фрушка гора, на кръстопътя между историческите области Срем, Банат и Бачка. По римско време в древността там се е намирал каструмът Акуминкум.
През 1072 г. по времето на въстанието на Георги Войтех се споменава като Каструм Зланкамен.
Унгарският крал Сигизмунд, по-сетне император на Свещената Римска империя, през 1425 г. го преотстъпва на деспот Стефан Лазаревич, след което е последователно владяно от деспот Георги Бранкович, Янош Хунияди и сина му и бъдещ крал на Унгария Матияш Корвин до завладяването му от османските турци през 1521 г. с цел успех в обсадата на Белград.
Описание на крепостта прави пътешественикът Антон Вранчич през 1553 г. Според документ от 1702 година крепостта е вече разрушена и около нея е израснал град Сланкамен. През 1892 г. е издигнат паметник, висок 15 м. в памет на загиналите там 10 000 южнославянски бойци, водени от Лудвиг Баденски срещу турците през 1691 г. по време на т.нар. Голяма турска война, когато избухват 3-те български въстания срещу османското владичество в българските земи през 17 век (Второ търновско въстание, Чипровско въстание, Карпошово въстание). По предания църквата „Свети Никола“ е издигната от Вук Тругович, внук на граф Джордже Бранкович.
Лековитите Сланкаменски минерални бани са използвани за пръв път от турците през 1702 г. Модерни бани са построени в 1906 г. Там се лекуват ревматизъм, ишиас, парализа, рахит и други заболявания.

## Вилна зона
В околностите на Сланкамен се отглежда хубаво грозде от местния сорт „Сланкаменка“. Чистият въздух, обширните пясъчни плажове по Дунава, изобилието на риба и създадените удобства за бързо пътуване и настаняване, привличат на краткотраен отдих и за лечение много жители на сръбската столица Белград. В двете вилни зони – Желегиш и Бановци, в района на близките градове Инджия (18 000 ж.) и Стара Пазова (14 000 ж.) са уредени речни плажове за около 12 000 души. Край Нови Бановци от корабите се виждат виличките на белградчани. Тук е така наречената „Белградска дунавска Ривиера“.